# 変奏曲 (ストラヴィンスキー)
『変奏曲―オルダス・ハクスリー追悼』（Variations in Memoriam Aldous Huxley）は、イーゴリ・ストラヴィンスキーが1963年から1964年にかけて作曲した管弦楽曲。ストラヴィンスキー最後の声楽を含まない楽曲である。『管弦楽のための変奏曲』と呼ばれることも多い。5分程度の短い曲だが、難解である。

## 作曲の経緯
ストラヴィンスキーとオルダス・ハクスリーは1920年代にはじめて会ったが、ストラヴィンスキーがアメリカに居を定めた1940年代以来、ハクスリーは隣人であり家族ぐるみのつきあいをしていた。『放蕩児の遍歴』の台本作家としてW・H・オーデンを推薦したのもハクスリーだった。
曲は1963年7月に書きはじめられた。同年11月22日にハクスリーが没すると、ストラヴィンスキーは当時作曲中だった『変奏曲』をハクスリーの思い出に捧げることにした。したがって、ディラン・トマスやT・S・エリオットに対する追悼曲と異なり、追悼のために書かれた曲ではない。1964年10月に完成した。

## 初演
1965年4月17日にシカゴでロバート・クラフトの指揮するシカゴ交響楽団によって初演された。
1966年にジョージ・バランシンの振付で、ニューヨーク・シティ・バレエ団によるバレエとして上演された。このバレエでは『変奏曲』を3回くり返して演奏し、1回めは女性アンサンブル、2回めは男性アンサンブル、3回めはスザンヌ・ファレルがひとりで踊るものだった。1982年にはやはりバランシンの振付で、『管弦楽のための変奏曲』の題で全く新しい振付が行われた。この版では曲をくり返さず、スザンヌ・ファレルひとりだけで踊る。1982年7月2日に上演されたが、これがバランシン振付の最後のバレエになった。

## 編成
- フルート2、アルトフルート、オーボエ2、コーラングレ、クラリネット2、バスクラリネット、ファゴット2、ホルン4、トランペット3、トロンボーン3、ハープ、ピアノ、弦4部（12-10-8-4）[6][3]。

演奏時間は約5分。

## 音楽
『変奏曲』は単一楽章の楽曲だが、休符やフェルマータあるいは速度の変更によって区切られる12の変奏から構成される。ただし伝統的な意味の変奏曲と異なり、主題は存在しない。
12の楽器のソロによる特徴的な楽句が3回登場する。最初の十二重奏は12台のヴァイオリンにより（第2変奏）、次はヴィオラ10・コントラバス2により（第5変奏）、最後は木管楽器とホルン1による（第11変奏）。これらの十二重奏はすべて4⁄8 - 3⁄8 - 5⁄8 拍子のくり返しの構造を持つ。12の楽器はそれぞれ異なるリズムの音楽を演奏し、オリヴィエ・メシアン『クロノクロミー』(1960)との類似も指摘されている。
この3つの十二重奏を間奏として、曲は4つの部分に分けられる。第2の部分（第3-4変奏）は木管楽器のアンサンブルによって演奏され、ごく短い。第3の部分（第6-10変奏）がもっとも複雑で、第7・9変奏ではトロンボーンが活躍し、第8変奏は静か、第10変奏は弦楽器を主体とするポリフォニックな音楽と楽器の変化も大きい。最後はヴァイオリン・ヴィオラ・チェロ各2部からなる6部に分かれて和音を5回鳴らし（冒頭のトランペットとトロンボーンによる5つの和音に対応する）、その後にバスクラリネットの音で終わる。この6つの音は十二音の音列を2つに分けた6音を回転・転調して作る6種類の音列それぞれを同時に鳴らすことで得られる。